# 機雷

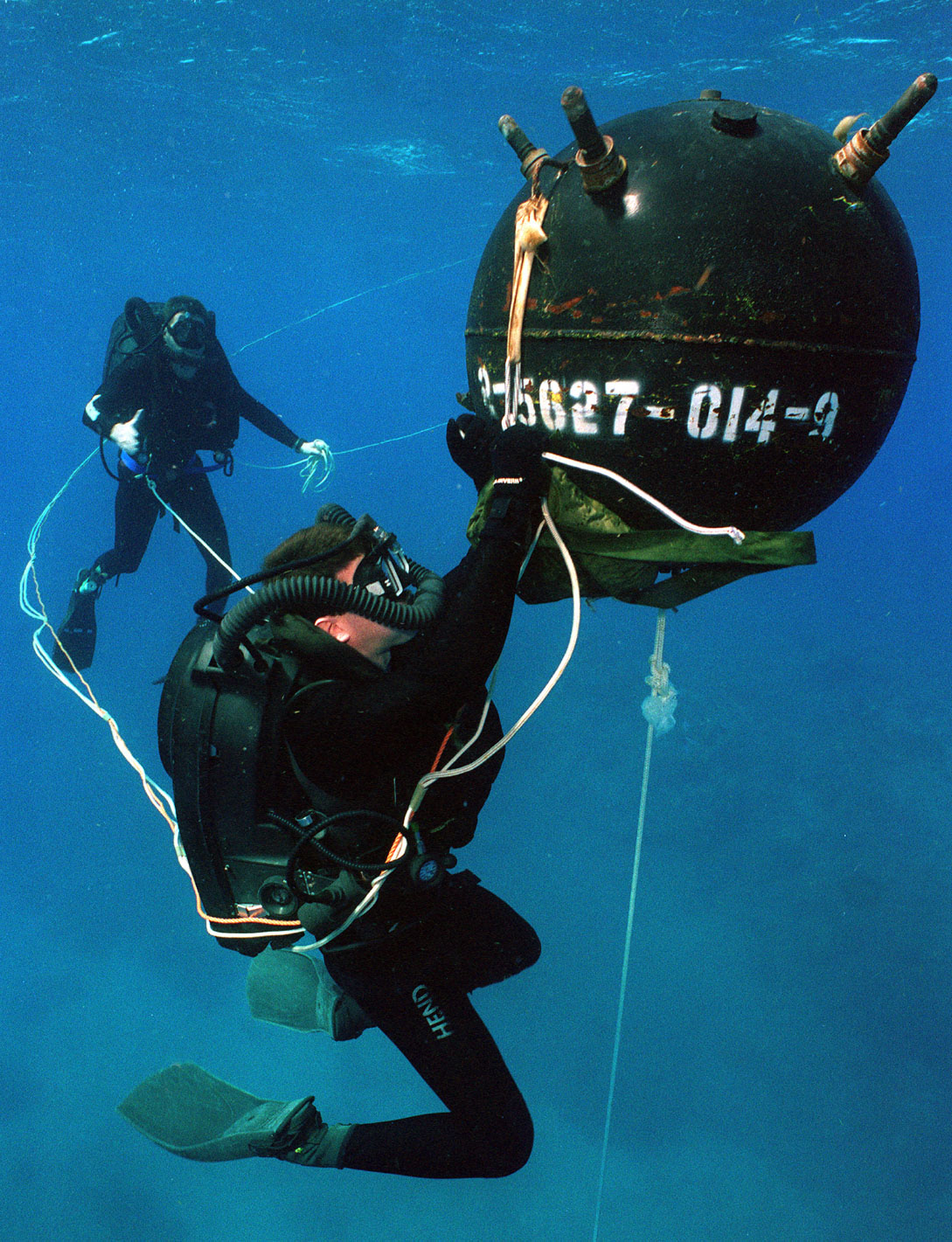
EODにより爆破処分される係維機雷。

機雷（きらい）とは、水中に設置され、艦船が接近または接触したとき、自動または遠隔操作により爆発する兵器をいう。機雷はもともとは機械水雷の略であるが、現在はそれが正式名称となっている。機雷に関する戦闘行動は機雷戦と呼ぶ。機雷に触れることを触雷（しょくらい）、機雷を設置した海域を機雷原（きらいげん）または機雷堰（きらいせき）、機雷を撤去することを掃海（そうかい）、その機能を有する艦艇を掃海艇という。機雷はその特性より、存在可能性のみで心理的に艦船の航行妨害の影響力を行使できる。

## 機雷の種類

### 作動方法別

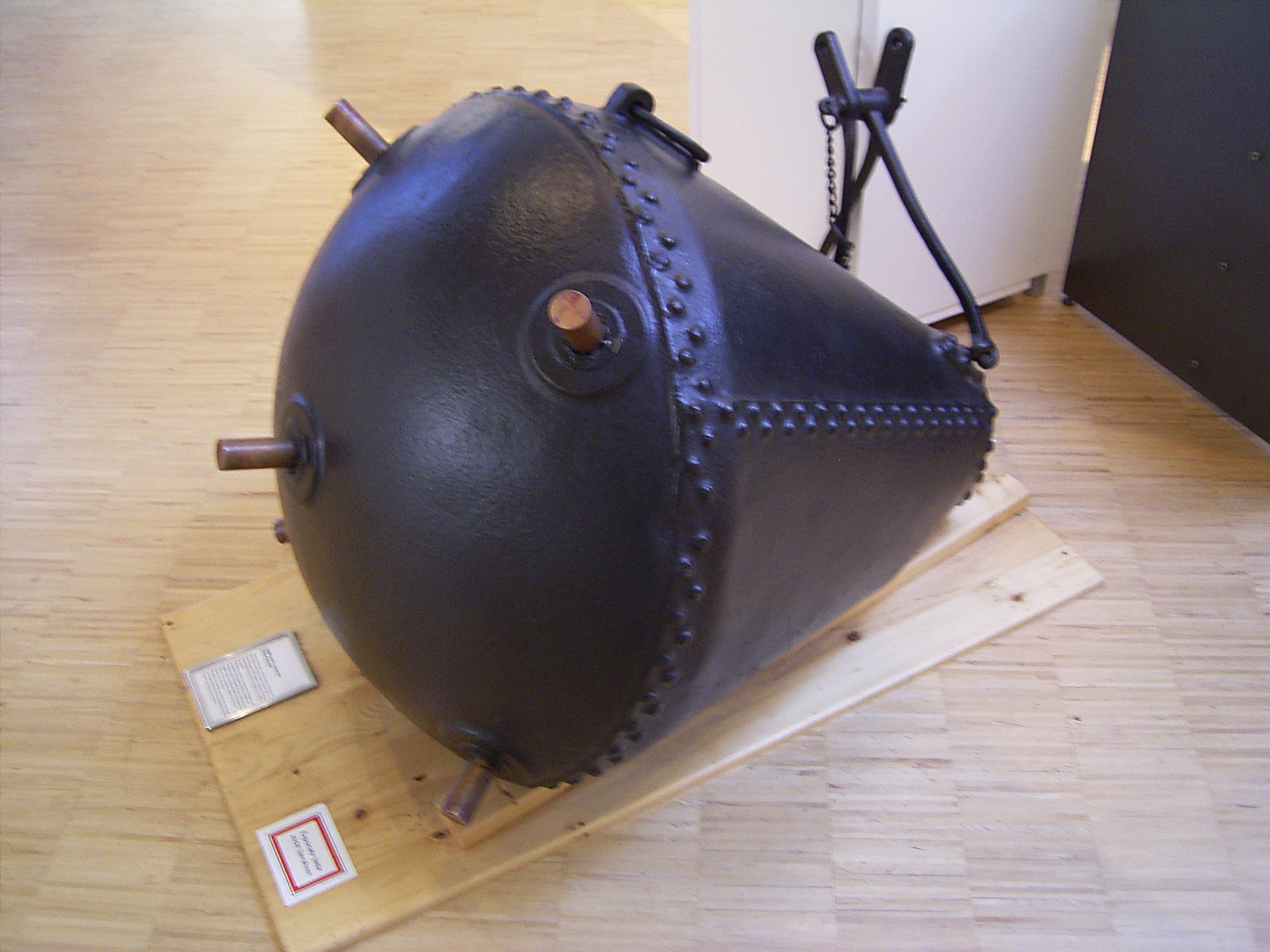
ロシア帝国の係維機雷。突起に触れると爆発する、古典的な触発機雷。

機雷の作動方法は触発機雷 (Contact mines) と感応機雷 (Influence mines) 、管制機雷(command) に大別される。触発機雷は艦船が接触することにより爆発する機雷で、触角機雷および水中線機雷などがある。ヘルツ式触角を用いた触角機雷は2023年現在でも見ることができる。感応機雷は艦船の航行により発生する船舶特性により機雷が感応して作動する機雷で、触発機雷に比べると広い危害範囲を持っている。
過去には、感応機雷には艦艇の磁気により乱れた地磁気に感応する磁気機雷、艦艇の出す音響に感応する音響機雷、艦艇が航行することにより発生する負水圧を感知する水圧機雷、船体とスクリューなどの異種金属間で発生する電流を捉えるUEP機雷などが開発され、21世紀の現在では、これら複数のセンサーからの情報に基づく高度な起爆条件が設定できる複合感応機雷が主流を占める。
ほとんどの機雷は敷設されると管制できないが、管制機雷は陸上の管制所などから接続されている有線のコントロールにより発火させる。平時には機雷側のセンサーを使用して機雷戦に必要な船舶のデータを収集することができる。
最近では紛争終結後に速やかに機雷を排除する必要性があること、また紛争中に敷設海面で味方の艦船を安全に航行させる必要があるときのために、コマンド信号によりコントロールする研究が進んでいる。

### 敷設状態別

機雷の種類。A-海中,B-海底,SS-潜水艦。
1-浮遊機雷
2-浮遊機雷
3-係維機雷
4-短係止機雷
5-沈底機雷
6-CAPTOR機雷/魚雷射出型機雷
7-上昇機雷

敷設状態の種類別では、海底に沈降させる沈底機雷、海底の係維器に係維索を持って水面下の任意の深度で機雷缶を係留する係維機雷、係維器に係維索を持って海底近くに機雷缶を係維する短係止機雷、海面または海中を漂う浮遊機雷がある。

### 走行機能別
感知すると目標に向かう機雷として目標を追尾するホーミング機雷、目標深度まで上昇する上昇機雷などがある。
ホーミング機雷にはカプセルにホーミング魚雷を格納したアメリカ海軍のMk60キャプター機雷も含まれる。これらは従来の機雷に比べて広範な危害範囲をカバーするため、主に音響センサーを使用している。目標を追尾する必要のあるホーミング機雷は、目標の位置を正確に測的する必要があり、指向性の強い高周波を利用している。

## 機雷敷設方法

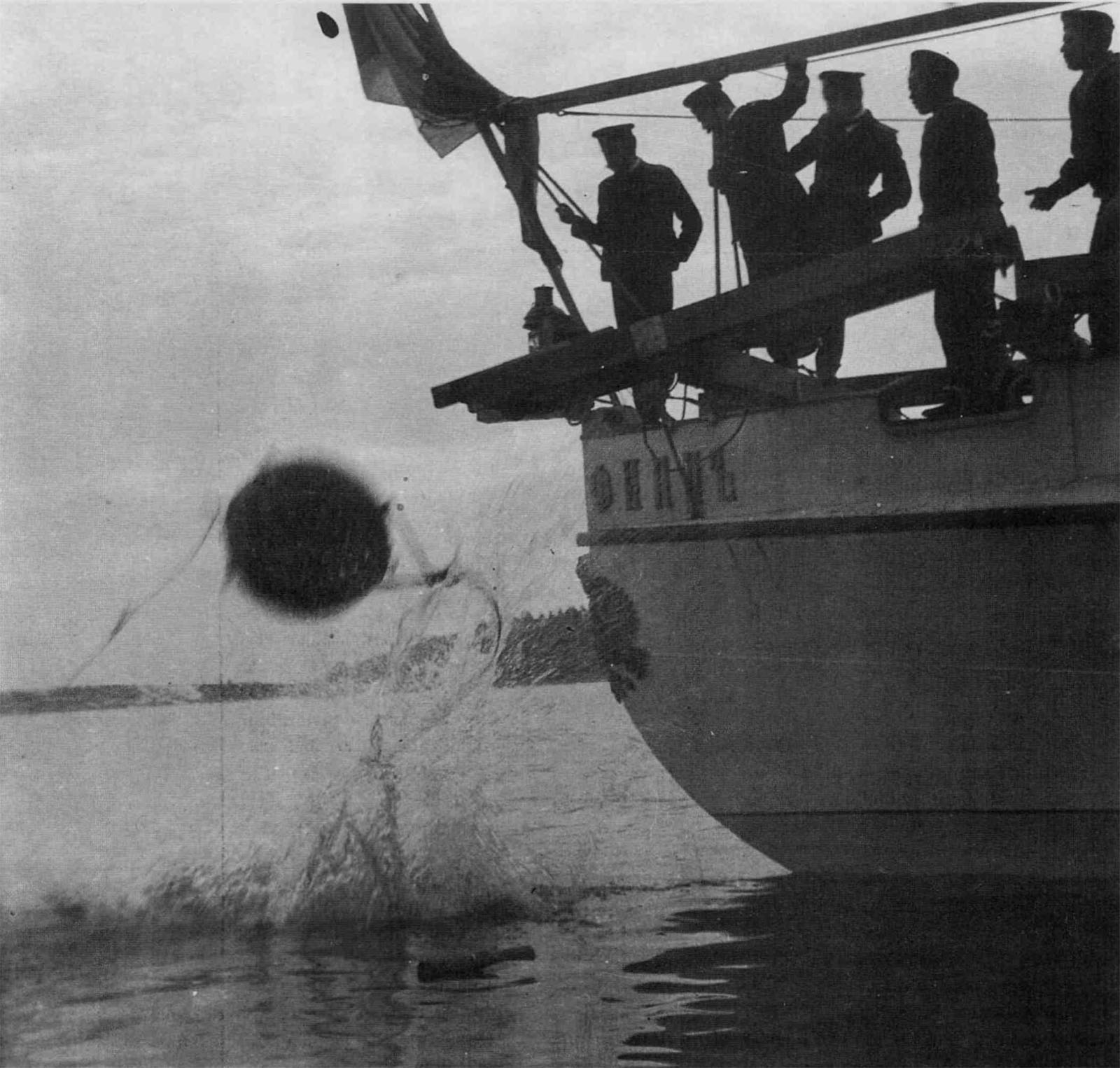
機雷を敷設するロシア帝国海軍の駆逐艦「フィーン」

一般的な係維機雷の敷設。1-艦上から投下。2-着水、重しの部分が沈み始める。3-重しが設定された長さまで伸びる。4-機雷に結ばれた係維索が伸びつつ、アンカーが沈み始める。5-重し部分が海底に着地し、係維索は伸ばすのを止める。6-アンカーが着地し、機雷は設定された水深に位置する。

機雷は潜水艦や機雷敷設艦のような艦艇、または航空機からの投下によって敷設される。水中を自走した後に待機状態となる自走機雷は、敵性海面のような危険な目標地点まで自走するので、潜水艦と組み合わせると隠密に機雷を遠くから安全に敷設することができる。過去にはそれぞれ潜水艦、水上艦艇および航空機敷設専用の機雷を要したが、現在ではどの敷設手段でも可能な機雷が主流である。
艦船からの機雷敷設方法は、初期は甲板上のデリックを用いたり船体からの板作りの張り出しから投下したりしており、航行しながらの効率的で急速な敷設は不可能で、母艦を停泊させて一つ一つ丁寧に投下する必要があった。
水雷兵装の開発研究に精力を傾けていたロシア帝国は、19世紀末に効率的な新しい水上機雷敷設方法を発明した。ロシア帝国海軍の海軍大尉であった V・A・ステパーノフは、1889年に、毎分 10 個のペースで機雷を敷設できる機構を考案した。その案では、機雷敷設艦船尾の低い位置に閉鎖された機雷甲板を設置し、その上方に機雷甲板の全長にわたって T 字形の誘導軌条を吊り下げることになっていた。機雷敷設時には船尾の窓が開き、この軌条が迫り出して機雷を放出する仕組みであった。艦は 10 kn の速度で航行しながら機雷を敷設できたが、航行しながらの機雷敷設を可能にするシステムは当時画期的な発明であった。このシステムは、機雷敷設艦「アムール」と「エニセイ」で初めて実用化された。「アムール」は、敷設した機雷によって日露戦争において日本の戦艦「初瀬」と「八島」を撃沈している。

## 機雷の作動

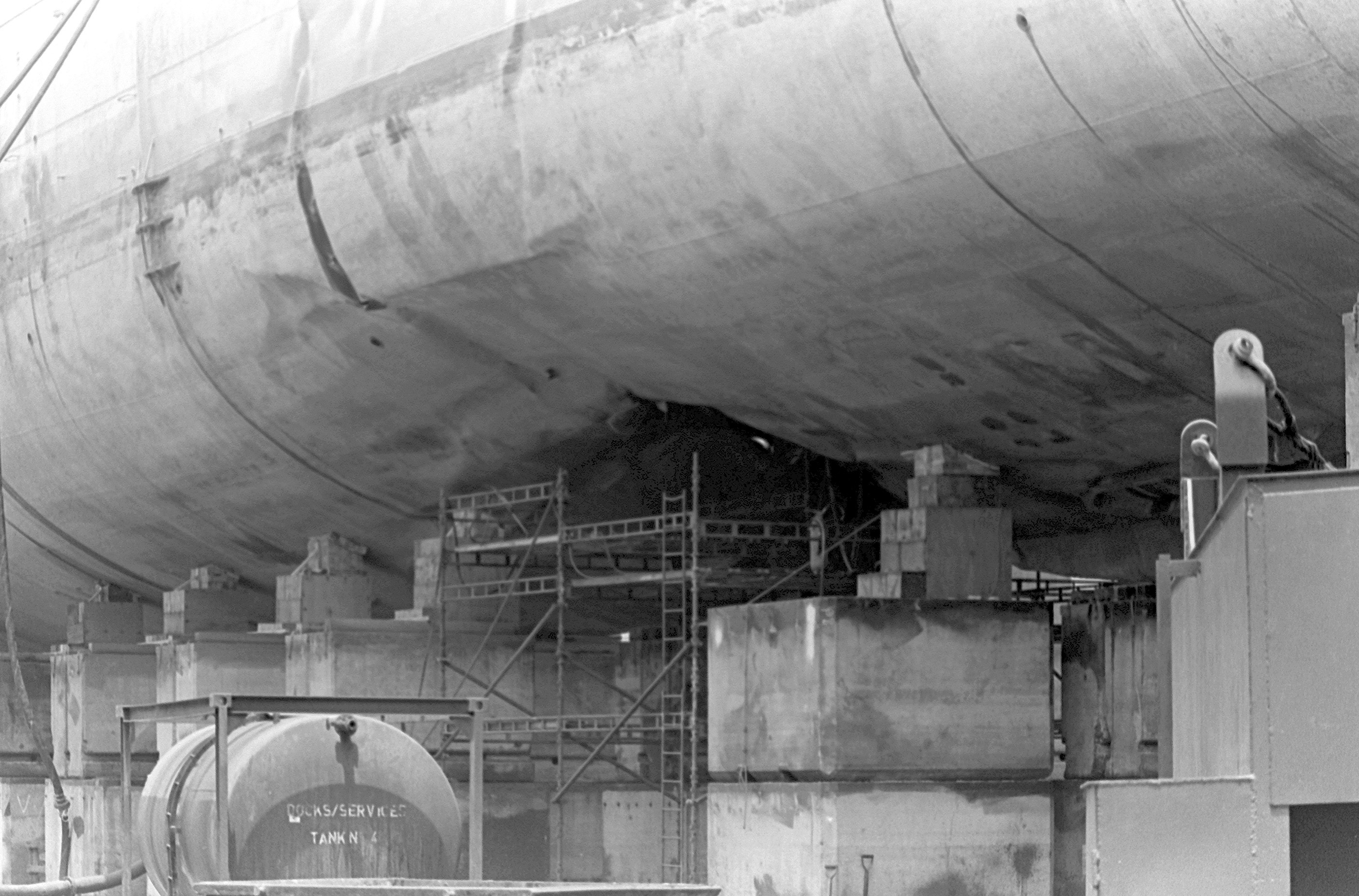
1988年4月に触雷し、艦底に破孔が開く被害を受けた米海軍のサミュエル・B・ロバーツ。

機雷は、敷設されるとまず時限時間の計時および自滅時間の計時を開始する。時限時間は敷設後すぐに起爆しないようにすることで、早期爆発で敷設艦への危害を防ぐとともに、機雷が周りの環境に対して安定する必要があるため設定されている。この後は機雷は待機状態となり目標を攻撃できるようになる。機雷が爆発などせずに自滅時間が経過すると機雷は自沈、自爆、電池の放電などによりその発火機能を失う。
21世紀初頭現在の多くの機雷は、磁気・音響・水圧といった複数のセンサーなどから得られる情報によって起爆条件が設定されている。「インテリジェント機雷」や「スマート機雷」と呼ばれる、目標の大きさや軍艦、もしくは商船であるかを識別し、最適な時期に目標を攻撃できる機雷も開発されている。

## 歴史

### 初期
近代的な機雷はロバート・フルトンにより作成されたといわれている係維式触角機雷といわれている。
試験的にだが実戦で使われるようになったのはクリミア戦争で、1854年に参戦したイギリスがスウェーデンに参戦を確約させるためにオーランド諸島を攻撃した際に、ロシア帝国海軍バルチック艦隊がバルト海を封鎖するのに使用した。威力もさることながら当時はその正体が知れなかったことから心理的効果も大きかった。その影響は、スウェーデン側に参戦を躊躇わせるほどだった。なお、機雷の製造を請け負ったのは、サンクトペテルブルクで兵器製造を手がけていたスウェーデン人の発明家イマヌエル・ノーベル （アルフレッド・ノーベルの父）である。イマヌエルは一時大きな利益を得るが戦争終結と同時に注文が止まり、軍の支払いも延期されたため事業が逼迫し1859年に破産、スウェーデンに帰国した。
南北戦争では、圧倒的に優勢な北部海軍から港湾・水路を守るために南部連合側が積極的に機雷を使い、戦果を挙げた。なお、当時は機雷も外装水雷も「Torpedo」（現在では魚雷を意味する）と呼ばれていた。これはアメリカ独立戦争当時にデヴィッド・ブッシュネルが潜水艇と共に使った爆発物の呼称に由来する。
薩英戦争の際、桜島沖の沖小島と桜島の間に管制機雷が3基設置されており、これにイギリス艦船1隻が接近したが連絡ミスにより砲台が発砲、イギリス艦船は機雷原から離れてしまい使用に至らなかった。

### 日露戦争

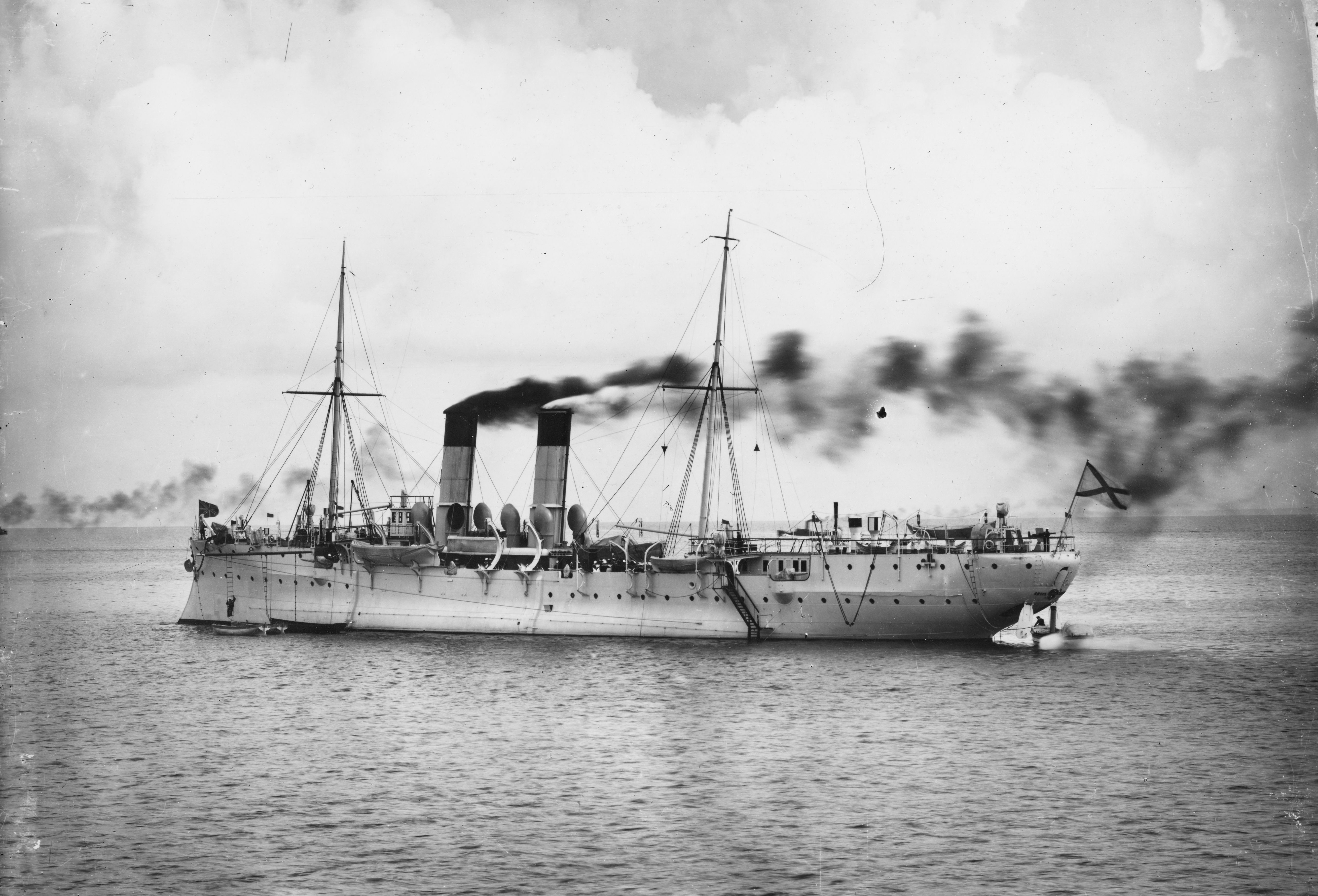
敷設した機雷によって2隻の戦艦を撃沈した機雷敷設艦「アムール」。船体後部は機雷を格納した囲い付きの機雷甲板になっており、船尾に機雷投下用の扉が見える。この装置の開発により、機雷敷設艦は航行しながらの機雷敷設が行えるようになった。

日露戦争では公海上で本格的な機雷戦が行われるようになり、日本海軍は敷設した機雷により、ロシア海軍第1太平洋艦隊の旗艦「ペトロパヴロフスク」を撃沈、司令官のマカロフ提督が戦死した。一方、日本もロシア側の敷設した機雷により戦艦「八島」と「初瀬」を一度に失った。この戦争では、日本海軍は敷設した機雷で戦艦1艦をはじめロシアの艦艇を計6隻沈め、ロシア海軍は係維機雷6,000発を敷設して日本の戦艦2隻をはじめ計10隻を沈めた。特殊な使用例であるが、旅順攻囲戦の際、ロシア陸軍が余剰兵器であった機雷を陸上戦闘兵器として転用し、旅順要塞から敵に向かって投げ落として爆発させ、日本軍兵士に甚大な損害を与えている。

### 第一次世界大戦・第二次世界大戦
第一次世界大戦では24万発、第二次世界大戦では70万発の機雷が使用された。重要な港湾や海峡の入り口はくまなく機雷で封鎖され、敵国への海上封鎖や通商破壊と、潜水艦や水陸両用作戦部隊の接近・侵入に対する防御（例：ガリポリの戦い）の両方で役割を果たし、イギリスの戦艦オーディシャスをはじめ多くの艦船が触雷によって沈没している。
第二次世界大戦においては、ナチス・ドイツ軍は、当初は駆逐艦を用いてイギリス沿岸に磁気機雷を敷設し、のちに空軍がテームズ川にまで敷設を行ない、戦争中期にはアメリカ本土沿岸部にUボートで機雷を敷設した。
イギリス軍は、地中海、大西洋でUボートを撃退する目的で機雷原を作り、Uボートの通商破壊を妨害した。後にはドイツ占領下のフランスにあったUボート基地に航空機で機雷を敷設して基地機能を阻害した。
アメリカ軍は第二次世界大戦での日本本土の攻撃において機雷を戦略目的に使用し、1945年3月27日から8月14日までの「飢餓作戦」では、のべ1,200機のB-29によって計1万発の沈底機雷を日本近海の海上交通路に投下した。米軍の狙い通りに港湾や海峡で船舶の被害が増大し、日本の海上物流は麻痺状態となった。日本側は飢餓作戦による機雷の掃海に戦後20年以上を費やす事態となった（関門海峡などには2023年時点においても残されている）。逆に日本海軍は、機雷作戦による積極的戦果をあまり求めなかったが、防御的に日本近海や海峡部には多数敷設され、連合軍の潜水艦を撃沈している。

#### 日本における、主な民間船被害
- 1942年5月26日 - 湧別機雷事故
- 1945年
  - 8月24日 - 浮島丸事件
  - 10月9日 - 大成丸 (初代)沈没
  - 10月14日 - 珠丸沈没
- 1948年1月28日 - 女王丸遭難事件
- 1949年
  - 3月30日 - 新潟県名立町の海岸に漂着した機雷が爆発（名立機雷爆発事件）。
  - 6月27日 - 秋田県脇本村の海岸に漂着した機雷が爆発。死亡8人、重軽傷4人、家屋全壊10戸[5]。
- 1970年5月9日 - 福岡県洞海湾の入口付近で浚渫船が機雷に接触。4人が重軽傷[6]

### 冷戦期以降
機雷は戦後の朝鮮戦争やベトナム戦争でも使用された。朝鮮戦争では浮流機雷が流され日本海を横断して津軽海峡に入り、青函連絡船が一時、夜間運航停止に追い込まれている。ベトナム戦争では、アメリカ軍がハイフォン港の機雷封鎖を行っている。戦争以外で使われた例は多くはないが、1981年にアメリカがニカラグアの左翼政権転覆を狙って機雷封鎖を行った例がある。
イラン・イラク戦争においては、ペルシア湾にタンカー航行妨害用の機雷が敷設された。1987年からはアメリカ軍はペルシア湾において、民間タンカーの護衛作戦（アーネスト・ウィル作戦）を実施していたが、1988年4月14日にはフリゲート「サミュエル・B・ロバーツ」（FFG-58）が触雷している。
湾岸戦争においてもイラク軍がクウェート沖合いに機雷を約1,200個敷設し、戦後に日本を含む多国籍部隊が掃海作業を行っている。とりわけ、紅海やペルシア湾には機雷が数個敷設されただけで、原油価格が大きな影響を受け世界経済が激しく動揺するため、近時テロ目的の機雷が各国により非常に警戒されている。
2022年ロシアのウクライナ侵攻では両国が黒海西部にそれぞれ400発程度を敷設してルーマニアやブルガリア、トルコ沿岸にも漂流し、同年7月時点の報道で7隻が触雷して2隻が沈没、船員2人とオデーサ沖で遊泳中の男性が死亡した。

## 対策

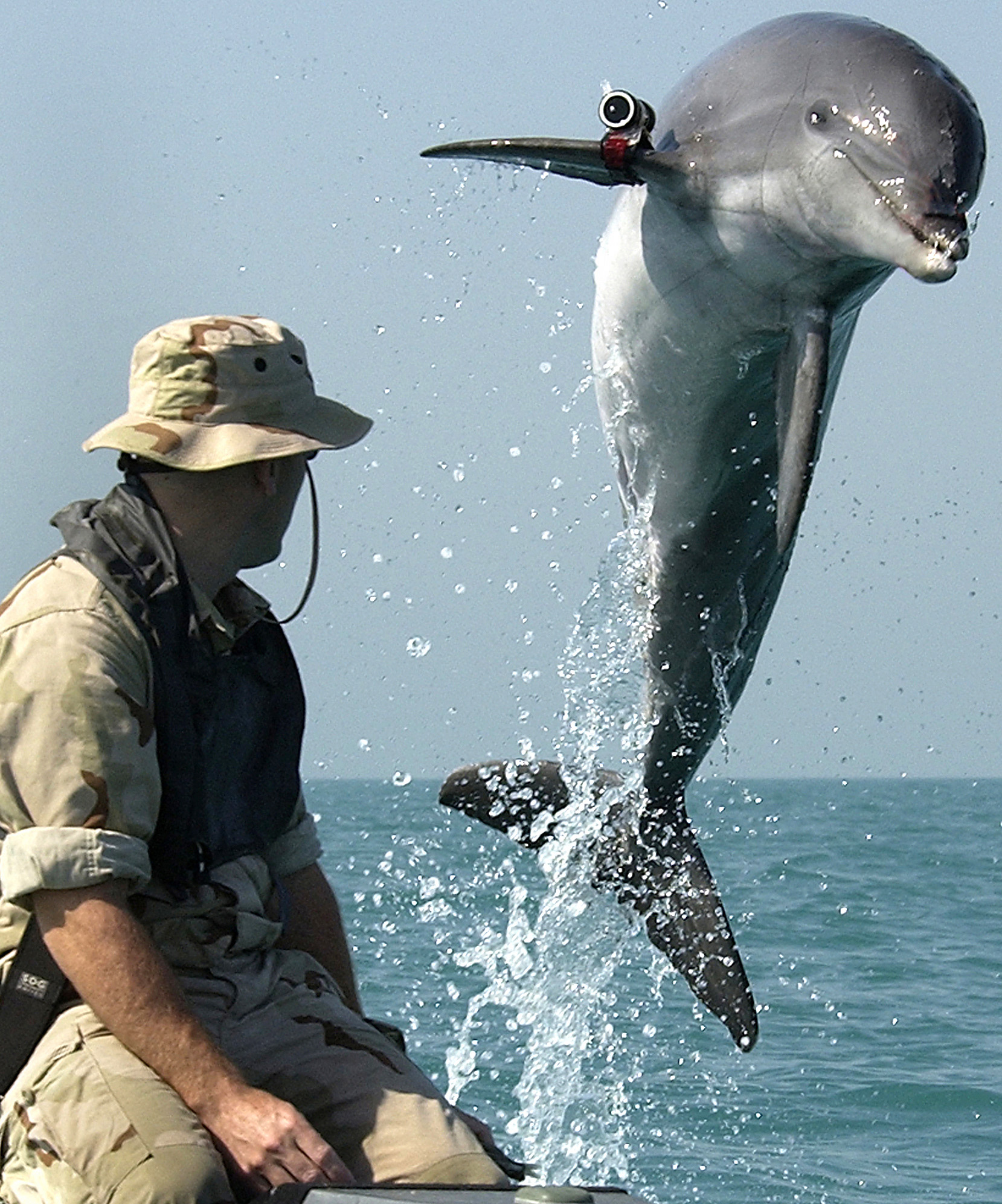
機雷除去訓練を受けている軍用イルカ

- 掃海艇、マインハンター（英語版）、Mine countermeasures vessel（英語版）、遠隔操縦式掃海具
- 感応掃海（磁気掃海具、音響掃海具）[13]
- 船体消磁
- パラベーン（英語版）（防雷具） ‐ 水中に揚げられる凧である。船で牽引することで、海底に接触しない水深を曳航されながら機雷を係留する繋維索（機雷係止索）をワイヤーカッターで切断する掃海具。
- AN/SQQ-32 mine-hunting sonar（英語版）、機雷探知機